# Glazov
Glazov (ru. Глазов) este un oraș din Republica Udmurtia, Federația Rusă și are o populație de 100.894 locuitori.